# نغمه (خواننده افغان)
نغمه (زادهٔ ۱ ژانویهٔ ۱۹۵۶ م) یک آوازخوان اهل افغانستان است که کار خود را در اوایل دههٔ ۱۹۸۰ آغاز کرد. او در طول دههٔ ۱۹۸۰ و اوایل دههٔ ۱۹۹۰ در کنار همسر سابقش، منگل، آواز خواند. نغمه بیشتر به زبان پشتو آواز می‌خواند، اما به زبان فارسی نیز ضبط کرده است. او را هنرمند زن فولکلور در افغانستان می‌دانند و همچنان صدا و چهرهٔ موسیقی سنتی پشتون است.

## سال‌های اولیه
نغمه در ۱ ژانویهٔ ۱۹۵۴ م. در یک خانواده از پدری فارسیوان و از مادری پشتون در شهر قندهار به دنیا آمد. هنگام کودکی وی، خانواده‌اش به کابل کوچیدند و او تحصیلات ابتدایی را در لیسهٔ عینو قندهار دورهٔ ثانویه و عالی را در دبستان رابعهٔ بلخی کابل فرا گرفت. نغمه آوازخوانی را با خواندن تصنیف‌ها در مدرسه آغاز کرد و در ۱۸ سالگی به تلویزیون افغانستان معرفی شد. نخستین آهنگ وی بنام (سوزم په غموکی په چلنده زمانی) بود که توسط حامد حسینی کمپوز گردیده ثبت نوار رادیو تلویزیون ملی افغانستان گردید. نغمه در سال ۱۳۶۰ هجری خورشیدی با منگل یکی از آوازخوان‌های پشتوزبان ازدواج نمود. وی به همراه با منگل همسر اولش زوج هنری موفقی بودند ولی در سال ۲۰۰۴ مناسبات آن‌ها خراب گردید. آهنگ‌های زیادی ازین دوره از خود بجا گذاشته‌اند. او از مدت ده سال بدینسو با پسر مولوی محمدنبی محمدی یکتن از رهبران جهادی ازدواج بار دوم را نمود.
وی اکنون کنسرت‌های هنری در اروپا و آمریکا اجرا می‌کند. نغمه دارای چهار فرزند است که دو دختر آن بنام لیمه مدینه و دو پسر آن بنام انور و خیبر در ایالات متحدهٔ آمریکا حیات بسر می‌برند. او در چهارده سالگی آغاز به سرودن شعر آغاز نمود. دیوان شعری دارد که بنام (آئینهٔ شکسته یا ماتی آئینه) یاد می‌شود.

## زندگی شخصی
این دو پس از برقراری ارتباط با جامعهٔ افغانی کالیفرنیای شمالی، مجموعه‌ای از اجراها را برگزار کردند. در سال ۲۰۰۶، پس از سال‌ها فراز و نشیب در ازدواج‌شان، این زوج طلاق گرفتند. اگرچه هیچ دلیل خاصی توسط این زوج به اشتراک گذاشته نشده است، برخی معتقدند سوء مصرف الکل ادعایی منگل دلیل انحلال ازدواج بوده است. این زوج در مورد طلاق خود سکوتی محترمانه داشته‌اند و هرگز در ملاءعام به چیزی در رابطه با آن اشاره نمی‌کنند. طلاق آن‌ها همچنین این تردید را ایجاد کرده است که آیا این زوج سابق می‌توانند حداقل در سطح حرفه‌ای با هم آشتی کنند. در حالی‌که منگل به صورت انفرادی در رویدادهای خصوصی و برنامه‌های تلویزیونی اجرا می‌کند، نغمه به عنوان یک هنرمند حرفه‌ای به فعالیت خود ادامه می‌دهد.
نغمه پس از طلاق، مجدداً ازدواج کرد و گفت که او اهل ولایت لوگر است.
دختر نغمه در سال ۲۰۱۴ در یک مراسم خصوصی با خوانندهٔ افغان شفیق مرید ازدواج کرد. خانهٔ اصلی نغمه و فرزندانش در کالیفرنیا هستند اما او در کابل و اسلام‌آباد نیز مکانی برای خود ساخته است.
در ماه مارس ۲۰۱۴، او نخستین افغانی شد که تمغای امتیاز و افتخار عملکرد، بالاترین جوایز ریاست‌جمهوری پاکستان را که به هنرمندان، ورزشکاران، دانشمندان و نویسندگان اهدا می‌شود، دریافت کرد. این یک لحظه غرورآفرین برای نغمه بود که همیشه صدایی قوی برای پناهجویان افغان در پاکستان بوده است. نغمه پناهندگان افغان را تشویق می‌کند تا از طریق کار کمک‌رسانی و موسیقی خود برای بازسازی کشور تلاش کنند و به افغانستان برگردند.